# Weiler (Osterberg)
Weiler ist ein Gemeindeteil der Gemeinde Osterberg im schwäbischen Landkreis Neu-Ulm.

## Lage

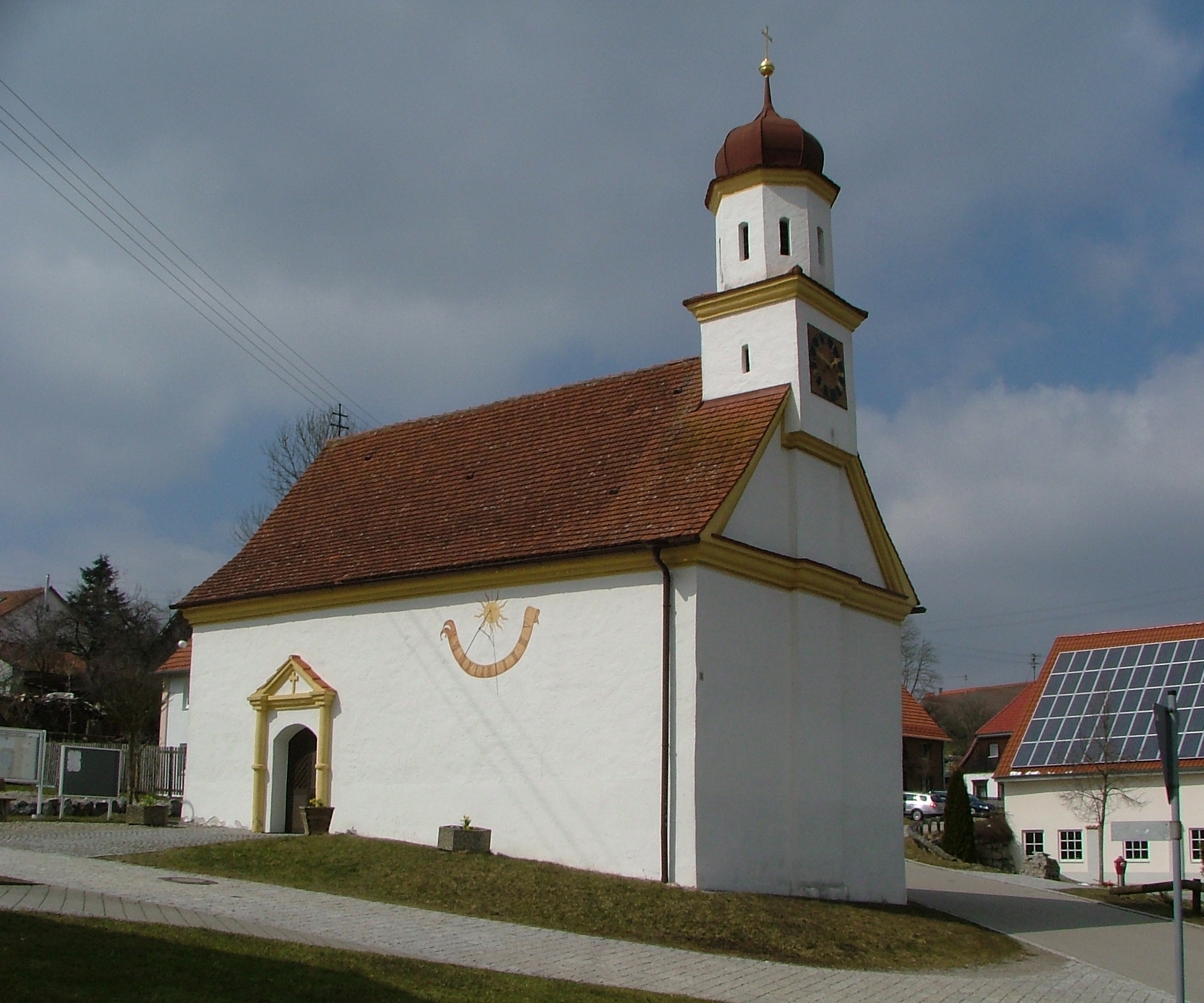
Loretokapelle

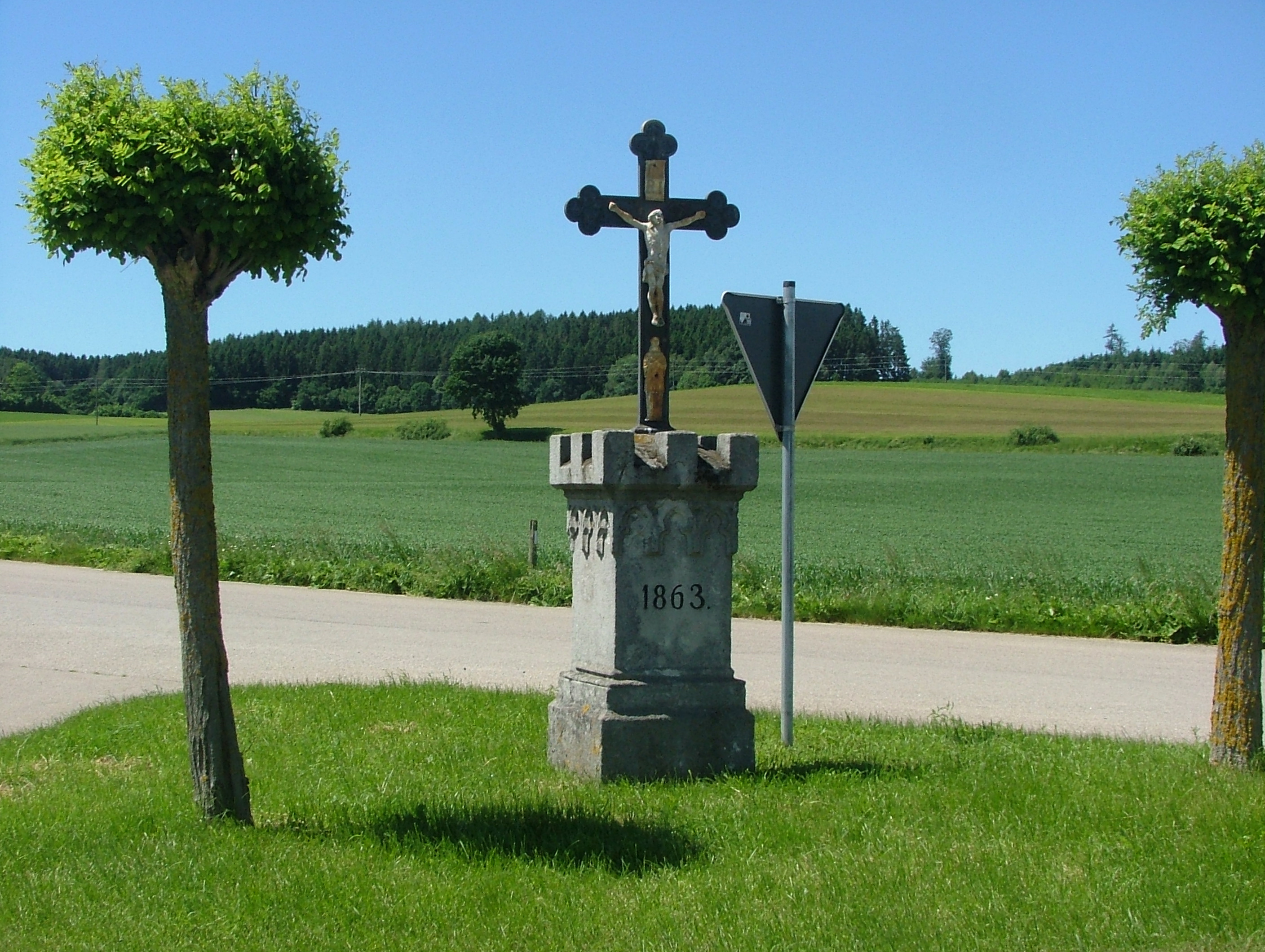
Wegkreuz

Das Kirchdorf liegt ungefähr 3,5 km südwestlich von Osterberg an der Kreisstraße NU 7, die nahe dem Ort in die Staatsstraße 2017 mündet. Von 1894 bis 1964 war Weiler durch den südöstlich des Ortes gelegenen Bahnhof an der Bahnstrecke Kellmünz–Babenhausen an das Eisenbahnnetz angebunden. Seit 2009 befindet sich auf dem Damm der stillgelegten und abgebauten Bahnstrecke ein Geh- und Radweg.

## Geschichte
Weiler wurde im Jahr 1455 erstmals als Besitz der Herren von Rechberg-Hohenrechberg auf Kellmünz erwähnt. 1679 verkauften die Herren von Rechberg die Herrschaft Osterberg an Johann Michael Meyer von Röfingen auf Bühl. Im Zuge der Umwälzungen zu Beginn des 19. Jahrhunderts kam es wie die gesamte Herrschaft Osterberg zu Bayern. Bis 1978 war Weiler eine selbständige Gemeinde. Seit dem 1. Mai 1978 gehört es zur Gemeinde Osterberg.
Zu der 1674 an der Stelle einer Vorgängerkapelle erbauten und 1698 vergrößerten Kapelle St. Johannes Baptista stellte sich in der Folgezeit eine Wallfahrt ein.

## Sehenswürdigkeiten
- Kapelle St. Johannes Baptista (Loretokapelle)

Siehe auch: Liste der Baudenkmäler in Weiler